# John Wick: Chapter 3 – Parabellum
John Wick: Chapter 3 – Parabellum (bra: John Wick 3 - Parabellum; prt: John Wick 3 - Implacável) é um filme estadunidense neo-noir de ação e suspense dirigido por Chad Stahelski, escrito por Derek Kolstad e produzido por Basil Iwanyk e Erica Lee. É a sequência direta do filme John Wick 2: Um Novo Dia Para Matar, de 2017. Parabellum é protagonizado por Keanu Reeves, além de contar com Halle Berry, Ian McShane, Asia Kate Dillon, Mark Dacascos, Laurence Fishburne, Anjelica Huston e Lance Reddick em seu elenco. O filme foi lançado nos cinemas americanos em 17 de maio de 2019 e arrecadou mais de 327 milhões de dólares mundialmente.

## Enredo
John Wick (Keanu Reeves) está em fuga por duas razões: ele está sendo caçado por todos os assassinos do mundo graças a um contrato global de US$ 14 milhões por sua cabeça, e por quebrar uma regra central: tirar uma vida dentro do Hotel Continental. A vítima era Santino D'Antonio, um senhor do crime italiano recém nomeado membro da Alta Cúpula, o qual também criou o contrato. John já deveria ter sido executado, entretanto, Winston, o gerente do Hotel Continental de Nova York e seu amigo próximo, concedeu a ele uma hora de vantagem antes de o declarar "Excomungado". A associação de Wick com todos os hotéis Continental do planeta serão canceladas, assim como todos os serviços de outros sócios que John possa solicitar. O lendário assassino usará então o tempo que lhe resta para se manter vivo enquanto luta para fugir de Nova York.

## Elenco
- Keanu Reeves como John Wick, um lendário assassino que agora está em fuga.
- Ian McShane como Winston, o proprietário e gerente do Hotel Continental de Nova York.
- Mark Dacascos como Zero, um ninja assassino frequentemente contratado pela Juíza e que deseja enfrentar John Wick.
- Laurence Fishburne como Rei dos Mendigos, um senhor do crime clandestino.
- Asia Kate Dillon como A Juíza, membro da Alta Cúpula que obriga ao cumprimento das leis da Alta Cúpula.
- Halle Berry como Sofia, uma assassina que é proprietária e gerente do Hotel Continental de Casablanca.
- Lance Reddick como Charon, o concierge do Hotel Continental de Nova York.
- Anjelica Huston como A Diretora, membro da máfia Ruska Roma e antiga chefe de John Wick.
- Saïd Taghmaoui como O Ancião, o único homem do mundo acima da Alta Cúpula.
- Jerome Flynn como Berrada, o fabricante das moedas usadas no mundo dos assassinos e figura próxima do Ancião.
- Randall Duk Kim como O Doutor. um dos médicos do mundo dos assassinos.
- Jason Mantzoukas como Tick Tock Man, um assassino que faz parte da máfia dos mendigos.
- Robin Lord Taylor como Atendente, um dos membros da central dos assassinos sob o comando da Alta Cúpula.

## Produção

### Desenvolvimento
Em outubro de 2016, Chad Stahelski, que dirigiu os dois filmes anteriores, afirmou que um terceiro filme da série John Wick estava em produção e, em junho de 2017, foi noticiado que Derek Kolstad também voltaria para escrever o roteiro.
Em janeiro de 2018, foi noticiado que Stahelski voltaria para dirigir e que Hiroyuki Sanada estava em negociações para fazer parte do elenco. Mais tarde, foi revelado que Ian McShane, Laurence Fishburne e Lance Reddick reprisariam seus papéis dos filmes anteriores da franquia John Wick.
Em maio de 2018, Halle Berry, Anjelica Huston, Asia Kate Dillon, Mark Dacascos, Jason Mantzoukas, Yayan Ruhian, Cecep Arif Rahman e Tiger Hu Chen juntaram-se ao elenco.

### Filmagens
As filmagens começaram em maio de 2018 em Nova York e Montreal, com gravações também acontecendo no Marrocos.

## Lançamento e bilheteria
John Wick: Chapter 3 – Parabellum foi lançado em 17 de maio de 2019 pela Summit Entertainment e arrecadou 171 milhões de dólares na América do Norte e 156,8 milhões dólares internacionalmente, totalizando 327,8 milhões de dólares em todo o mundo.